# Joanna García
Joanna Leanna García (Tampa, 10 augustus 1979) is een Amerikaans actrice van Cubaanse afkomst. Zij speelde onder meer Sam in de jeugdreeks Are You Afraid of the Dark? (1994-96) en dochter Cheyenne Hart-Montgomery in de komedieserie Reba (2001-07). Ze maakte haar debuut op het witte doek in 2001 als Christie in American Pie 2.

## Filmografie
- Fist Fight (2017)
- The Internship (2013)
- Oh Fuck, It's You (2012, televisiefilm)
- Revenge of the Bridesmaids (2010)
- A Very Merry Daughter of the Bride (2008, televisiefilm)
- Extreme Movie (2008)
- The Initiation of Sarah (2006, televisiefilm)
- A-List (2006)
- Not Another Teen Movie (2001)
- American Pie 2 (2001)
- Holy Joe (1999, televisiefilm)
- Love's Deadly Triangle: The Texas Cadet Murder (1997, televisiefilm)

## Televisieseries
*Exclusief eenmalige gastrollen
- Sweet Magnolias - Maddie Townsend (2020-)
- Astronaut Wives Club - Betty Grissom (2014-)
- The Mindy Project - Sally Prentice (2014, drie afleveringen)
- Once Upon a Time - Ariel (2013-2014, vier afleveringen)
- Animal Practice - Dorothy Rutledge (20120-2103, negen afleveringen)
- Royal Pains - Nina Greene (2012, vier afleveringen)
- Better with You - Mia Putney (2010-2011, 22 afleveringen)
- Gossip Girl - Bree Buckley (2009-2010, vier afleveringen)
- Privileged - Megan Smith (2008-2009)
- Welcome to the Captain - Hope (2008, vijf afleveringen)
- Reba - Cheyenne Hart-Montgomery (2001-2007, 124 afleveringen)
- Freaks and Geeks - Vicki Appleby (2000, vijf afleveringen)
- Party of Five - Hallie (1998, vijf afleveringen)
- Second Noah - Katherine Ortega (1996-1997, drie afleveringen)
- Are You Afraid of the Dark? - Sam (1994-1996, 37 afleveringen)

- International Standard Name Identifier: 0000 0000 8041 2347
- Library of Congress Control Number: no2010092381
- Virtual International Authority File: 121845663
- WorldCat: E39PBJt8fWrtCcqWDVTWXVfH4q